# Teatro Endla
El Teatro Endla (en estonio: Endla teater) es un teatro profesional ubicado en la ciudad de Pärnu, en Estonia. El teatro fue inaugurado en 1911. La primera actuación fue "Libahunt" ("Mujer-loba"), obra del escritor estonio August Kitzberg. La Declaración de Independencia de Estonia fue proclamada desde el balcón del teatro el 23 de febrero de 1918, un día antes de que fuera proclamada en Tallin. Endla fue destruida por un incendio en 1944 y las autoridades soviéticas optaron por no restaurar el teatro, derribándolo con explosivos en 1961, debido a que es un importante símbolo de la independencia de Estonia. En 1967 se construyó un nuevo edificio fue construido en otro emplazamiento.